# María Capovilla
Pour les articles homonymes, voir Capovilla.
María Esther Heredia de Capovilla, de son nom complet, née à Guayaquil en Équateur le 14 septembre 1889 et décédée le 27 août 2006 à l'hôpital de Guayaquil (des suites d'une pneumonie), a détenu le record mondial de longévité selon le Livre Guinness des records du 9 septembre 2005 au 27 août 2006. Elle était alors âgée de 116 ans et 347 jours. Elle est la dernière personne survivante connue au monde à être née durant les années 1880.
Issue de la haute bourgeoisie de son pays, mariée en 1917 avec un militaire originaire de Pula (Autriche-Hongrie, actuellement Croatie) et décédé en 1949, mère au foyer, elle a connu ses cinq enfants, onze petits-enfants, vingt arrière-petits-enfants et deux de ses arrière-arrière-petits enfants. Elle n'a jamais fumé ni bu d'alcools forts.
Elle a laissé son titre de doyenne vivante de l'humanité à Elizabeth Bolden.